# La Chambre claire
La chambre claire. Note sur la photographie est un ouvrage de Roland Barthes, rédigé entre le 15 avril et le 3 juin 1979 et publié en 1980, dans lequel l’auteur s’interroge sur la nature de la photographie, en essayant de comprendre si elle a un « génie propre », un trait qui la distingue des autres moyens de représentation.
Cet ouvrage fait écho à une période difficile que l’écrivain vécut après la mort de sa mère le 25 octobre 1977.
Il est dédié à L'Imaginaire de Jean-Paul Sartre.
Le titre est un jeu de mots qui repose sur l’étymologie des mots « caméra » et « chambre » provenant du même mot latin camera. La photographie développée dans l’obscurité (la chambre noire – lat. camera obscura), se caractérise avant tout par son évidence, son caractère certain. Selon Barthes, la photographie serait donc plus proche de l’idée camera lucida, car contrairement à d’autres perceptions, elle donne son objet d’une manière indiscutable et précise.
Le livre est illustré par 25 photographies, anciennes et contemporaines, choisies par l'écrivain. Parmi elles figurent les œuvres de photographes célèbres comme William Klein, Robert Mapplethorpe ou encore Nadar, mais aussi un cliché provenant de la collection privée de l'auteur.
La photographie de la mère de Barthes, La Photo du Jardin d'Hiver, bien que largement commentée, n'a pas été reproduite dans le livre. Pour la trouver, il faut aller à un de ses autres livres : Barthes par Roland Barthes.

## Genèse
Dans La Nuit sera noire et blanche, Jean Narboni, ancien critique aux Cahiers du Cinéma, revient en détail sur la genèse très particulière de ce livre.
À la fin des années 1970, Les Cahiers du Cinéma souhaitent lancer une collection autour des arts de l’image et proposent à Barthes d’en signer un des premiers ouvrages. Sollicité pour écrire sur le cinéma, celui-ci confie à des amis : « Je n’ai rien à dire sur le cinéma, par contre la photo, peut-être… ». L’écrivain se montre par ailleurs séduit par l’idée qu’on ne lui demande pas de discours théorique. À cette période, il passe du temps à regarder les vieilles photos de sa mère, il essaye de les reproduire chez un photographe de Belleville. Roland Barthes donne donc son accord, mais les Cahiers du Cinéma cherchent un coéditeur pour leur collection. Grâce à l’aide de l’avocat Georges Kiejman, ils trouvent un accord avec la maison Gallimard, avec laquelle Barthes entretenait des relations compliquées (Gallimard avait refusé de publier son premier ouvrage Le Degré zéro de l’écriture). Finalement, après de longues négociations, le livre sort comme une collaboration entre les Cahiers du Cinéma, Gallimard et l’éditeur de Barthes, les éditions du Seuil.

## Son corpus
Parmi les photographes cités, et sur les photographies desquels il appuie l'évolution de sa pensée, on trouve notamment, (donnés ici dans l'ordre décroissant de fréquence) : Robert Mapplethorpe, André Kertész, William Klein, Nadar, Richard Avedon, (…), Francis Apesteguy.
Les photographies reproduites dans l'ouvrage sont principalement des portraits (portraits en studio, portraits de rue et portraits documentaires) et des photographies de rue.

## Forme et style
La Chambre claire se compose de 48 chapitres divisés en deux parties. Comme le précise le sous-titre (Note sur la photographie), il s’agit d’une forme libre, sans structure stricte. Barthes ne part pas d’une thèse fixe, il présente l’évolution de sa pensée : il revient sur des idées exprimées dans les chapitres précédents pour les compléter voire les nier (« Je devais faire ma palinodie »). Partant d’une volonté de concevoir l’art de la photographie, le récit devient de plus en plus personnel dans la deuxième partie : « Je devais descendre davantage en moi-même pour trouver l’évidence de la photographie ». Le registre scientifique qui s’illustre par la précision du vocabulaire, de nombreuses références savantes et culturelles cède au registre subjectif, très intime (emploi des pronoms personnels de la première personne du singulier, emploi des temps du passé, présence des éléments autobiographiques, jugement des valeurs).

## Les trois points de vue sur la photographie
Barthes distingue trois points de vue vis-à-vis d'une photographie :
Operator – celui qui prend la photo. Barthes n’est pas photographe, il ne peut pas donc parler de l’émotion d’Operator. Il suppose pourtant, que la photographie d’Operator serait « une vision découpée par le trou de serrure de la camera obscura.
Spectator – celui qui regarde la photo.
Spectrum – la cible, le référent de la photo : un objet ou un être humain. Barthes choisit le mot « spectrum » pour souligner le rapport qu’entretient la photographie avec le spectacle.
La personne photographiée est à la fois : 
1) celle qu’elle se croit, 
2) celle qu’elle voudrait qu’on la croie, 
3) celle que le photographe la croit,
4) celle de qui il se sert pour exhiber son art.
Le croisement de ces quatre imaginaires provoque chez elle un sentiment d’inauthenticité.

## Les éléments de la photographie

### Studium
Parmi les photographies dont l’auteur parle, il y a celles face auxquelles Barthes éprouve « un affect moyen », qu’il appelle « studium » (mot latin). Cet intérêt culturel, politique ou social vise à identifier les intentions du photographe. Le spectateur les vit selon son vouloir : il peut les approuver ou non, mais il les comprend, car en tant que consommateur de la culture, il est doté d’une sorte d’éducation (« savoir et politesse »). Or selon Barthes, la culture est un contrat entre les créateurs et les consommateurs. Studium est quelque chose de conventionnel, une sorte d’intérêt général « vague, lisse, irresponsable ». Il permet de retrouver le photographe et de réhabiliter la photographie en lui donnant une fonction (informer, représenter, surprendre, faire signifier, donner envie).

### Punctum
Le punctum est un mot latin qui signifie la piqûre, le petit trou, la petite tache, la petite coupure, mais aussi le coup de dés. C’est le hasard qui point dans une photographie et qui ne peut être perçu par aucune analyse, ce qu’on n’arrive pas à nommer. Il s’agit d’un détail qui provoque une forte émotion chez le spectateur, qui attire une attention particulière, mais qui ne relève pas de l’intention du photographe. Le punctum constitue donc une sorte de hors-champ subtil.

#### La photographie «unaire»
Une photographie peut ne pas avoir de punctum. Dans ce cas, elle ne cause aucun trouble. C’est une photographie naïve, sans intention et sans calcul qui peut « crier », mais non « blesser ». Barthes appelle ce type de photographie « une photographie unaire ».

## La photographie et la surprise
Barthes distingue cinq types de surprise provoquées par une photographie sur le Spectator :
- Celle du rare ou de la rareté, comme celle d'une anthologie de monstres (on pense à Diane Arbus mais Barthes n'y fait pas allusion) ;
- Celle du numen, de l'instant décisif comme celle de la photographie d'une femme sautant du premier étage de l'immeuble de Publicis en flammes prises par Francis Apesteguy ;
- Celle de la prouesse (technique), Harold Edgerton photographiant la chute d'une goutte de lait au millionième de seconde ;
- Celle des contorsions de la technique, surimpressions, anamorphoses, etc. ;
- Celle de la trouvaille, comme celle d'un émir en costume qui fait du ski [6].

## La photographie et la mort
Dans La Chambre Claire, Barthes s’interroge beaucoup sur le rapport entre la photographie et la mort.
La photographie saisit un moment où la personne photographiée n’est ni sujet ni objet. Elle se sent devenir un objet, elle vit « une micro-expérience de la mort ». La personne sur la photo ne s’appartient plus, elle devient un objet-photo, que la société est libre de lire, interpréter, placer selon sa volonté.
La cible de la photographie est nécessairement réelle. Le référent a existé devant l’appareil photographe, mais seulement pendant un bref moment, enregistré par l’objectif. L’objet a donc été présent, mais il devient tout de suite différent, dissemblable de lui-même. Barthes en conclut que le noème (l’essence) de la photographie est « Ça-a-été ». La photographie saisit le moment, immobilise son référent, témoigne qu’il  « a été » vivant et par conséquent elle suggère (mais elle ne dit pas forcément) qu’il est déjà mort.             
La photographie apporte une certitude de l’existence d’un objet devant la caméra. Cette certitude empêche toute interprétation et transformation de l’objet. La mort donnée par la photographie est donc « plate », car on ne peut rien y ajouter.
Dans la photographie, l’objet concret est transformé en objet abstrait, l’objet réel en objet irréel. La cible d’une photographie est morte, mais en même temps elle est immortalisée par le support physique qu’est une photographie.  Néanmoins, ce support, lui aussi, est sensible à la dégradation.

## La photographie «sage» et «folle»
Selon Barthes, il existe deux types de photographie : la « sage » et la « folle ».
Dans la photographie « sage », le réalisme reste pour le spectateur « relatif, tempéré par des habitudes esthétiques et empiriques ».
Dans la photographie « folle », le réalisme est absolu, originel. Or, en regardant des photographies « folles », le spectateur est confronté à ce qui est mort ou ce qui va mourir. Il éprouve envers l’objet regardé un sentiment que Barthes qualifie d’abord d’« amour » et ensuite de « pitié ». La certitude que l’être représenté « a été » et, par conséquent, qu’il n’est plus ou qu’il ne sera plus, le rend fou.

## La photographie et d’autres arts de la représentation
La photographie emprunte à la peinture son cadre et sa perspective, mais se distingue de celle-ci en ce que, dans sa représentation, elle atteste toujours que son objet « a été ».
C’est ce en quoi elle se distingue aussi du langage qui est, par sa nature, fictionnel.
Quant à son rapport avec le cinéma, la photographie, contrairement à celui-ci, est caractérisée par l’immobilité de son référent. Le temps y est arrêté d’une manière « excessive et monstrueuse ». La photographie rompt avec la continuité de l’image, telle qu’on peut la voir au cinéma. Dans les films, on suppose que l’expérience continuera, alors que dans la photographie, l’objet reste immobile, « proteste de son ancienne existence »  et s’accroche au spectateur.
Enfin, par la représentation de la mort, la photographie se rapproche du théâtre primitif qui était lié au culte de la mort. Dans le théâtre originel, les acteurs sont en même temps vivants et morts (ils se maquillent, portent des masques).
Notons que Barthes ignore la sculpture.

## Réception
Tiphaine Samoyault, auteure d’une biographie sur Roland Barthes, parle d’un « accueil mitigé » du livre. Louis-Jean Calvet révèle que l’écrivain était « extrêmement déçu »  par la réaction de la presse. En effet, plus personnel que ses autres œuvres, La Chambre Claire était un ouvrage auquel Barthes tenait particulièrement.
Néanmoins, on retrouve des critiques positives du livre, notamment dans le Newsweek américain qui le qualifie  d’« excellent ouvrage ». Barthes a reçu aussi des opinions favorables de la part de ses amis : Marthe Robert parle dans sa lettre à l’écrivain d’un « beau livre, un très beau livre » ». Julia Kristeva, dans la lettre qui date du 16 février 1980, apprécie sa clarté de raisonnement.

## Éditions
- La chambre claire. Note sur la photographie, Paris, Cahiers du cinéma, Gallimard, Seuil, 1980.
- La chambre claire. Note sur la photographie, Paris, Cahiers du cinéma ; Gallimard ; Seuil, 2005, 192 p. (ISBN 2-07-020541-X).
- (en) Camera lucida : reflections on photography  (trad. Richard Howard), New York, Noonday Press, 1988, 119 p. (ISBN 0-374-52134-4).
- La chambre claire. Note sur la photographie (enregistrement sonore : texte intégral lu par Daniel Mesguich, suivi d'un entretien avec Benoît Peeters [1 CD MP3 - 3 h 27 min]), Paris, Audiolib, 2016 (ISBN 978-2-36762-113-5).